# Wiebke Westphal
Wiebke Westphal (* 1990 in Dresden) ist eine deutsche Dialogregisseurin, Dialogbuchautorin und Übersetzerin.

## Biografie
Nach ihrer Ausbildung war Wiebke Westphal bei Gamereactor als Übersetzerin und Redakteurin tätig. Sie wechselte in den Bereich der Lokalisierung von Videospielen, zuerst als Übersetzerin und dann zunehmend als Dialogregisseurin. Ihre Arbeiten umfassen eine Vielzahl von AAA-Titeln, darunter die Reihen Assassin’s Creed, Far Cry sowie Titel des Tom-Clancy-Franchise und Hogwarts Legacy.
2020 begann sie, ihre Regiearbeit auch in andere Bereiche auszuweiten. So zeichnete sie für das Assassin’s-Creed-Hörspiel „Assassin’s Creed Gold“ verantwortlich. 2021 folgte der Bereich Anime, in dem sie sowohl in der Dialogregie als auch als Autorin für Synchronfassungen tätig ist.

## Regiearbeiten (Auszug)
Hörspiele
- 2020: Assassin’s Creed Gold (Ubisoft/Audible)
- 2023–2024: Marvel's Wastelanders (Marvel/Audible)

Videospiele
- 2018: Assassin’s Creed Odyssey, Ubisoft
- 2019: Far Cry New Dawn, Ubisoft
- 2020: Assassin’s Creed Valhalla, Ubisoft
- 2020: Immortals Fenyx Rising, Ubisoft
- 2021: Far Cry 6, Ubisoft
- 2023: Hogwarts Legacy, Avalanche Software/Warner Bros. Games
- 2023: Die Siedler: Neue Allianzen, Ubisoft

Anime
- 2021: Fate/Kaleid Liner Prisma Illya: Licht Nameless Girl (Dialogregie)
- 2021–2022: Magia Record: Paella Magia Madonna Magica Side Story – Dawn of a Shallow Dream & The Eve of Awakening (Dialogbuch und Dialogregie)
- 2022: Fate/Kaleid Liner Prisma Illya: Vow in the Snow (Dialogregie)
- 2023: How NOT to Summon a Demon Lord (2. Staffel) (Dialogregie)
- 2024: The Quintessential Quintuplets – 2. Staffel & der Film (Dialogbuch und Dialogregie)
- 2024:  The Dangers in my Heart (Dialogbuch und Dialogregie)